# Delias tessei
Delias tessei är en fjärilsart som beskrevs av James John Joicey och Talbot 1916. Delias tessei ingår i släktet Delias och familjen vitfjärilar. Inga underarter finns listade i Catalogue of Life.